# برادلي دينتون
برادلي دينتون (بالإنجليزية: Bradley Denton)‏ (7 يونيو 1958 في تواندا - ) روائي، وكاتب، ومؤلف، وكاتب خيال علمي من الولايات المتحدة.

## الجوائز
- جائزة جون دبليو كامبل التذكارية لأفضل رواية خيال علمي
- جائزة عالم الخيال لأفضل مجموعة  [لغات أخرى]‏
- Theodore Sturgeon Award [الإنجليزية]‏